# Municipio de Adams (condado de Seneca)
El municipio de Adams (en inglés: Adams Township) es una subdivisión administrativa del condado de Seneca, Ohio, Estados Unidos. Según el censo de 2020, tiene una población de 1247 habitantes.
Abarca una región exclusivamente rural.

## Geografía
Está ubicado en las coordenadas 41°12′28″N 83°0′36″O / 41.20778, -83.01000. Según la Oficina del Censo de los Estados Unidos, tiene una superficie total de 93.5 km², de la cual 93,0 km² corresponden a tierra firme y 0.5 km² es agua.

## Demografía
Según el censo de 2020, hay 1247 personas residiendo en la zona. La densidad de población es de 13.4 hab./km². El 94.39 % son blancos, el 0.08 % es amerindio, el 0.08% es asiático, el 0.72 % son de otras razas y el 4.73 % son de una mezcla de razas. Del total de la población el 2.97 % son hispanos o latinos de cualquier raza.